# Gleb Krżyżanowski

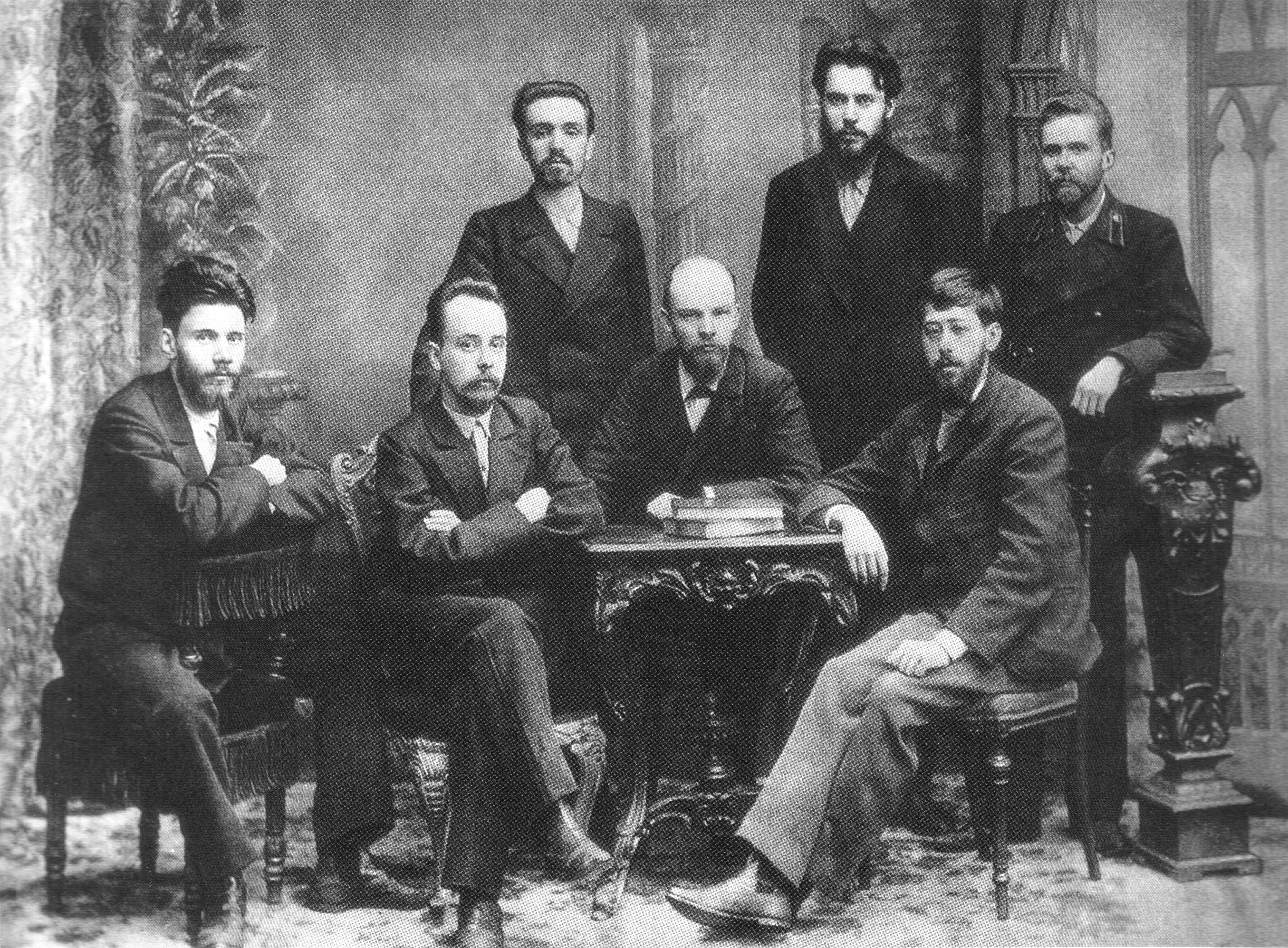
Członkowie Związku Walki o Wyzwolenie Klasy Robotniczej (drugi z lewej siedzi Gleb Krżyżanowski, dalej Lenin, na prawo Julij Martow), 1897

Gleb Maksimilianowicz Krżyżanowski, ros. Глеб Максимилиа́нович Кржижано́вский (ur. 12 stycznia?/24 stycznia 1872 w Samarze, zm. 31 marca 1959 w Moskwie) – rosyjski rewolucjonista, radziecki polityk, działacz partyjny, inżynier elektryk, Bohater Pracy Socjalistycznej (1957).

## Życiorys
Urodzony w rodzinie inteligenckiej, jego ojciec był zesłańcem; przy narodzinach otrzymał nazwisko ojca chrzestnego. W 1889 skończył szkołę realną w Samarze, w latach 1889–1894 studiował w Petersburskim Instytucie Technologicznym, od 1891 członek kółka marksistowskiego, w 1893 poznał Lenina i był współtwórcą organizacji „Związek Walki o Wyzwolenie Klasy Robotniczej”, w grudniu 1895 aresztowany, w 1897 skazany na zesłanie do rejonu minusińskiego w Syberii Wschodniej, w 1900 zwolniony z zesłania. Od 1898 członek SDPRR, w 1901 był delegatem na II Zjazd SDPRR, od 23 sierpnia 1903 do czerwca 1904 członek KC SDPRR, uczestnik rewolucji 1905-1907 w Kijowie i Petersburgu, w latach 1912–1917 kierownik elektrowni w guberni moskiewskiej. W 1917 kierownik wydziału zaopatrzenia Rady Moskiewskiej, w 1918 szef komitetu tworzenia Wszechrosyjskiej Rady Gospodarki Narodowej (późniejsza Najwyższa Rada Gospodarki Narodowej RFSRR), od 1919 przewodniczący Gławenergo Najwyższej Rady Gospodarki Narodowej RFSRR, od lutego 1920 przewodniczący Państwowej Komisji Elektryfikacji Rosji (Goelro), organizator i w latach 1921–1923 przewodniczący Państwowej Komisji Planowania (Gospłanu) przy Radzie Pracy i Obrony RFSRR, od 31 maja 1924 do 10 marca 1939 członek KC RKP(b)/WKP(b), w latach 1925–1930 przewodniczący Państwowej Komisji Planowania przy Radzie Pracy i Obrony ZSRR. Od 15 maja 1929 do 28 lutego 1939 wiceprezydent Akademii Nauk ZSRR, w latach 1930–1932 przewodniczący Gławenergo Najwyższej Rady Gospodarki Narodowej/Ludowego Komisariatu Przemysłu Ciężkiego ZSRR, od 1930 do śmierci dyrektor Instytutu Energetycznego Akademii Nauk ZSRR, w latach 1932–1936 przewodniczący Komitetu ds. Wyższego Wykształcenia Technicznego przy Centralnym Komitecie Wykonawczym ZSRR i zastępca ludowego komisarza oświaty RFSRR. W latach 1937–1946 deputowany do Rady Najwyższej ZSRR 1 i 2 kadencji. 
W 1956 r. został członkiem zagranicznym PAN.
Był autorem rosyjskiej wersji Warszawianki i Pieśni wolnego ducha.
Urna z jego prochami została złożona na Cmentarzu przy Murze Kremlowskim. Jego imieniem nazwano wiele ulic w ZSRR.

## Odznaczenia
- Medal Sierp i Młot Bohatera Pracy Socjalistycznej (23 stycznia 1957)
- Order Lenina (pięciokrotnie, w tym 29 grudnia 1930, 8 października 1953 i 23 stycznia 1957)
- Order Czerwonego Sztandaru Pracy (dwukrotnie)

I medale.